# 송경섭 (1904년)
송경섭(1904년 5월 11일~1984년 2월 14일)은 대한민국의 정치인이다. 제3대 국회의원을 지냈다.

## 역대 선거 결과
|  | 18.85% |

|  | 54.89% |

|  | 31.68% |

|  | 22.22% |